# Knighton (Wight)
Knighton – osada w Anglii, na wyspie Wight. Leży 7 km na wschód od miasta Newport i 119 km na południowy zachód od Londynu.